# Buffalo Tom
Buffalo Tom é uma banda de rock alternativo, originária de Boston, Massachusetts, EUA, formada em 1987. Seus principais membros e fundadores são o guitarrista e vocalista Bill Janovitz, o baixista e vocalista Chris Colbour e o baterista Tom Maginnis.

## História
O nome Buffalo Tom nasceu de uma brincadeira entre os integrantes da banda, que juntaram o primeiro nome da banda Buffalo Springfield ao primeiro nome do seu baterista, justamente Maginnis ser o mais tímido dos membros da banda.
O Buffalo Tom teve como principais influências as bandas de rock alternativo Hüsker Dü e Dinosaur Jr. Foi inclusive o guitarrista e líder do Dinosaur Jr., J. Mascis, quem produziu os dois primeiros álbuns da banda. Mascis também tocou guitarra na canção "Impossible" do primeiro álbum da banda intitulado Buffallo Tom. Por causa desse apadrinhamento, no início da carreira a banda foi chamada jocosamente de Dinosaur Jr, Jr.
Talvez devido à forte influência de Mascis, a sonoridade da banda tenha aos poucos se moldando até conseguir uma certa identidade. Eles foram aos poucos abandonando o som barulhento característico do underground de Boston, passando a compor canções mais melódicas com letras melancólicas.
Com o sucesso do rock alternativo no início dos anos 1990, impulsionado principalmente por bandas como Nirvana e Pavement, o Buffalo Tom começou a ter alguma notoriedade. Em 1993, a banda participou do álbum beneficente No Alternative com a canção "For All To See". No mesmo ano a canção "Lolly Lolly Lolly, Get Your Adverbs Here" foi incluída no CD School House Rock! Rocks. A banda teve ainda, em 1994, a música Sodajerk incluída na trilha sonora da série de tevê norte-americana My So-Called Life (conhecida como Que Vida Esta! em Portugal e como Minha Vida de Cachorro no Brasil). Em 1999, a banda também escreveu a canção tema de um sitcom de curtíssima duração chamado The Mike O'Malley Show, além de ter a canção "Taillights Fade" usada no filme canadense independente Quando as Luzes Se Apagam do diretor Malcolm Ingram, estrelado por Breckin Meyer e Elizabeth Berkley. O Buffalo Tom também participou do álbum de tributo à banda punk inglesa The Jam, Fire and Skill: The Songs of the Jam, com a canção "Going Underground".
A Banda é uma participa com freqüência, juntamente de artistas como Kay Hanley e Peter Gammons, no Hot Stove Cool Music dos concertos beneficentes Theo Epstein's Charity, Foundation To Be Named Later.
Durante o ano de 2007, o Buffalo Tom se apresentou ao vivo no South by Southwest Music Festival e fez uma pequena turnê de verão com shows em Boston, Nova York, São Francisco entre outras cidades. O novo álbum Three Easy Pieces foi lançado em 10 de julho de 2007 pelo selo New West.

## Discografia

### Álbuns
- Buffalo Tom (1988)
- Birdbrain(1990)
- Let Me Come Over (1992)
- Big Red Letter Day (1993)
- Sleepy Eyed (1995)
- Smitten" (1998)
- Instant Live 6 de outubro de 2005 Paradise, Boston, MA (2005)
- Three Easy Pieces (2007)

Compilações
- Asides from Buffalo Tom (2000)
- Besides: A Collection of B-Sides and Rarities, (2002)

### Singles e EPs
- "Sunflower Suit" (1989)
- "Enemy" (1989)
- "Crawl" (1990)
- "Birdbrain" (1990)
- "Fortune Teller" (1991)
- "Velvet Roof" (1992)
- "Tail Lights Fade" (1992)
- "Mineral" (1992)
- "Sodajerk" (1993)
- "Treehouse" (1993)
- "I'm Allowed" (1994)
- "Summer" (1995)
- "Tangerine" (1995)
- "Wiser" (1998)
- "Knot In It/ Rachael" (1999)
- "Going Underground" (2000)
- "Bad Phone Call" (2007)